# Gagée fistuleuse
Gagea fragifera
Espèce
Statut de conservation UICN

 LC  : Préoccupation mineure
La gagée fistuleuse (Gagea fragifera), également appelée étoile jaune de Liotard, est une petite plante à bulbe du genre des gagées et de la famille des Liliacées. Elle pousse dans les montagnes de la zone paléarctique depuis le Maroc jusqu'à la Mongolie. Elle est très commune en Europe occidentale, on la trouve dans les Alpes et les Pyrénées ainsi qu'en Corse à une altitude comprise entre 1 200 et 2 800 mètres. Elle fleurit aux mois de mai et juin (ou juillet à haute altitude).

## Description

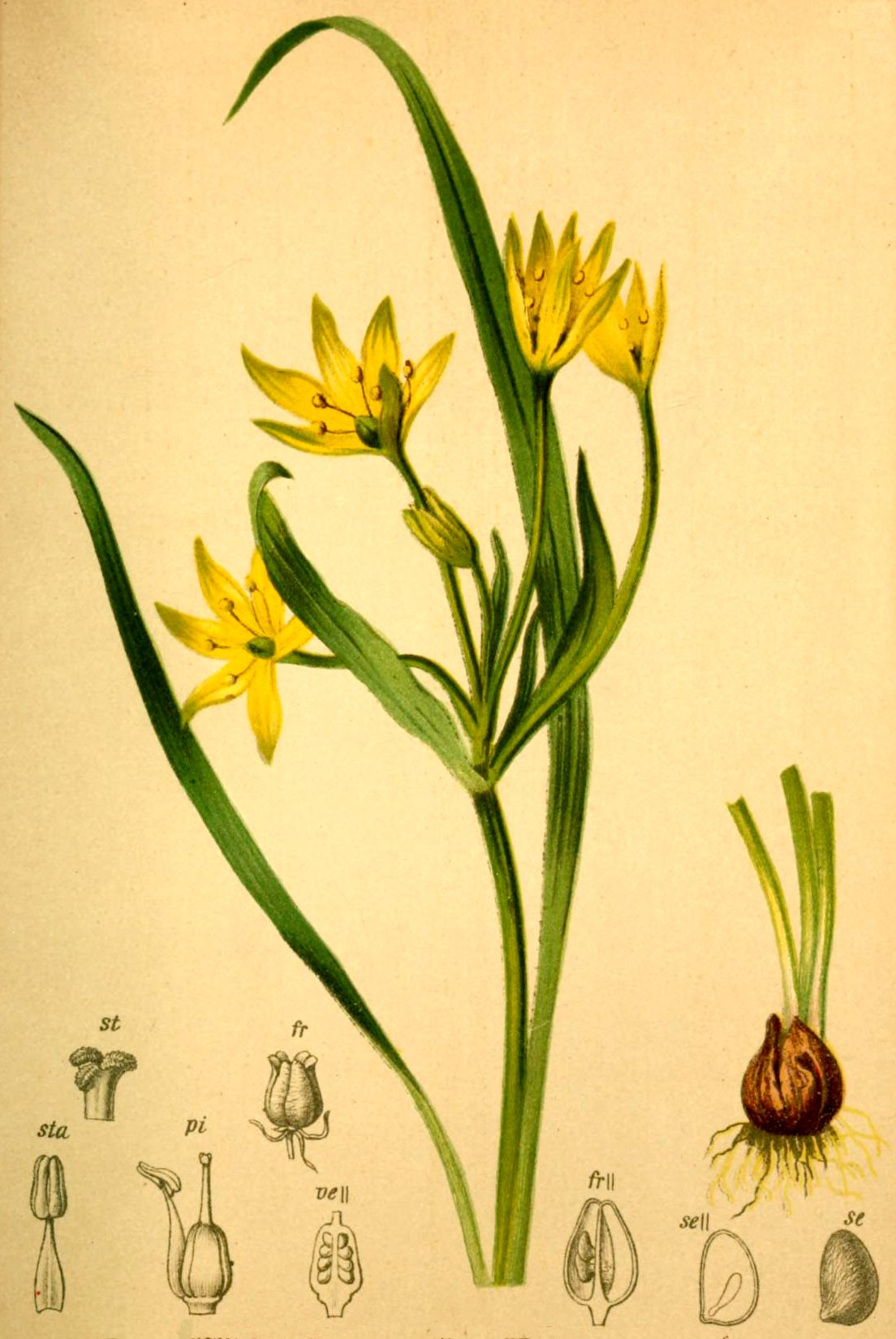
Illustration dans lAtlas der Alpenflora (1882)

La gagée fistuleuse a une taille de 10 à 15 cm. Elle porte des fleurs jaunes à six tépales répartis en deux cycles. Ceux-ci sont jaunes sur le dessus et vert et jaune sur le côté inférieur. Ils se referment lorsqu'il n'y a pas de soleil. Les anthères des six étamines sont fixées au filet par leur base. L'ovaire compte trois loges surmontées d'un stigmate à trois lobes. Après fécondation, elle devient une capsule qui, s'ouvrant à maturité par trois valves, libère les graines.
La partie aérienne sort de deux petits bulbes entourés d'une tunique : du petit sort la hampe florale qui porte deux à cinq fleurs. Il ne pousse qu'une feuille  (parfois deux) entièrement creuse (= fistuleuse, d'où son nom traditionnel), sortant entre les bulbes. Deux bractées ressemblant à des feuilles lancéolées se développent aussi à la base de chaque fleur, l'un ayant la forme d'un spathe. 
La plante est desséchée dès le mois d'août et seul le bulbe subsiste. Il en émane un caïeu pour assurer la multiplication végétative : celui-ci ne produit pas de fleurs avant d'avoir trois ou quatre ans car il doit d'abord accumuler suffisamment de réserves. 
On la trouve essentiellement dans les alpages sur des terrains humides, le plus souvent peu calcaires mais riches en nutriments et donc souvent à proximité des chalets.

## Dénominations
Cette gagée a reçu le nom latin de Gagea fragifera à l'issue d'un long débat. Elle est décrite pour la première fois et reconnue comme espèce originale par le botaniste dauphinois Dominique Villars. Le spécimen qu'il a cueilli au Taillefer et recueilli dans son herbier (1787) est conservé au Muséum d'histoire naturelle de Grenoble et a été reconnu comme lectotype en 2001. Dans la publication originale, il lui a été attribué le nom fragiferum en raison de l'aspect en fraise de la forme vivipare de la plante.
Elle est souvent désignée sous le nom de Gagée de Liotard, du nom de Pierre Liotard (1729-1796), un autre botaniste du Dauphiné, mais aussi d'étoile jaune fistuleuse ou étoile jaune de Liotard en raison de la forme et de la couleur de sa fleur.
Ses principaux synonymes scientifiques sont Gagea fistulosa auct. Ker.-Gawl., Gagea liotardii Schult. & Schult. f. et Gagea emarginata Kar. & Kir.

## Usages alimentaires
L'ethnobotaniste François Couplan rapportait en 2009 que le bulbe de G. fragifera était consommé en Europe centrale, ainsi qu'en France jusqu'au XIXe siècle, cuisiné avec des pommes de terre en Savoie. François Couplan précise que le bulbe de G. granatelli est encore consommé en Turquie.
Les gagées sont aujourd'hui souvent devenues rares et parfois inscrite sur des listes rouges régionales.